# Tomáš Butta
Tomáš Butta (ur. 12 czerwca 1958 w Pradze) – czeski duchowny protestancki, patriarcha Czechosłowackiego Kościoła Husyckiego, teolog i nauczyciel akademicki.

## Życiorys
Absolwent Husyckiego Wydziału Teologicznego Uniwersytetu Karola w Pradze. W 1984 przyjął święcenia kapłańskie. W latach 1984−1997 pracował jako duszpasterz w diecezji kralovehradeckiej CČSH, był m.in. proboszczem w Semilach i Turnovie. Pracował także jako katecheta w szkołach podstawowych i gimnazjach. 
W 1997 roku, po obronie doktoratu przeniesiony do diecezji praskiej CČSH, gdzie pracował jako proboszcz na Nowym Mieście. Od 2000 pracuje jako nauczyciel akademicki na Uniwersytecie Karola. Jest autorem i współautorem kilkudziesięciu prac z zakresu teologii.
W 2006 został wybrany patriarchą Czechosłowackiego Kościoła Husyckiego.
Jest żonaty, ma trzech synów.